# ヌートゥカ・ドッグ
ヌートゥカ・ドッグ（英：Nootka Dog）は、カナダのバンクーバー島、ヌートゥカ・サウンド（Nootka Sound）地域原産の犬種のひとつである。別名はヌートゥカ・サウンド・ドッグ（英：Nootka Sound Dog）、ヌートゥカ・シープドッグ（英：Nootka Sheep Dog）。
別名のひとつにシープドッグという単語が入っているが、本種はシープドッグ（牧羊犬、及び護畜犬）ではない。これは毛並みが羊に似ていることによりつけられた名前である。

## 歴史
生い立ち等は資料が一切残されていないため不明であるが、1840年にチャールズ・ハミルトン・スミスという犬の専門家によって詳しいデータが取られ、外部に知られるようになった。
主にコートを主人家族に提供するために毛用犬として使われていた。羊のように定期的にコートを刈り取られ、現地の民族の衣服を作るために活用された。
羊のように大人しい性質で扱いやすく、飼育にあまり手間がかからないことから、羊に代わる被毛活用動物としてスコットランドへ紹介するという話が持ち上がったこともあった。ここでヌートゥカ犬の実用性の調査と珍犬種として生体展示を行うことを目的とし、1842年から一年間の間に原産地から生体サンプルが数頭入手され、飼育が行われた。しかし、採用は見合わせられ、実用には至らなかった。この理由は複数挙げられており、一頭あたりのウール生産量が羊に比べて少ないこと、羊に比べて頭が良すぎて多頭飼育に問題が起こる可能性があったこと、羊飼いの猛反発に遭ったことなどが挙げられている。
その後も原産地で本種は毛用犬として使い続けられていたが、安価な衣服が原産地へ輸出されるようになり、需要も大幅に低迷した。それにより頭数も減少していき、最終的には絶滅してしまった。
現地には若干ヌートゥカ犬の血を引く犬が存在するが、復元計画などは立てられていない。

## 特徴
チャールズ・ハミルトン・スミスの残した資料には、その姿を描写した記録がある。脚が少し長い大型犬で、耳は立ち耳。コートは非常に長く密度の高い羊毛状のコートで、非常に防寒性が高い。毛色はホワイトをベースとしてタンとブラックの斑が入ったトライカラー。コートは一生伸び続けるため、定期的に刈り取って使用することが出来た。性格は従順で温厚で、とても扱いやすかった犬であったといわれている。